# Otto Blaschek
Otto Blaschek (* 30. Dezember 1921; † 16. August 2020 in Dornach (Aschheim)) war ein deutscher Ingenieur, Konstrukteur für Filmkameras und Erfinder.
Der Maschinenbauingenieur Otto Blaschek kam im Jahr 1947 zu Arnold & Richter (heute ARRI), wo er unter den Fittichen des Chefkonstrukteurs Erich Kästner seine ersten Schritte in der Entwicklung und Konstruktion von Filmkameras machte. Während seiner über 40-jährigen Firmenzugehörigkeit meldete er mehr als 30 Patente an. Für seine innovativen Entwicklungen verschiedener Arriflex-Kamerasysteme wurde er sowohl 1989 als auch 1993 mit einem Scientific and Technical Academy Award ausgezeichnet.
Er starb am 16. August 2020 in seinem Heimatort Dornach, wo er auch bestattet wurde. Er wurde 98 Jahre alt.